# تعزيز (تعلم الآلة)
التعزيز في تعلم الآلة خوارزمية وصفية مجمعة لتقليل التحيز في المقام الأول، وكذلك التباين  في التعلم المراقب ، ومجموعة من خوارزميات تعلم الآلة التي تحول المتعلمين الضعفاء إلى متعلمين أقوياء. يعتمد التعزيز على السؤال الذي طرحه كِرنز وفاليانت (1988، 1989): «أيمكن لمجموعة من المتعلمين الضعفاء إنشاء متعلم واحد قوي؟» يُعرف المتعلم الضعيف بأنه مصنف يرتبط ارتباطًا طفيفًا بالتصنيف الحقيقي فقط (يمكنه تصنيف الأمثلة أفضل من التخمين العشوائي). وعلى النقيض من ذلك، فإن المتعلم القوي هو مُصنف يرتبط ارتباطًا جيدًا عشوائيًا بالتصنيف الحقيقي.